# Rolf Rettich
Rolf Rettich (* 9. Juni 1929 in Erfurt; † 25. Oktober 2009 in Vordorf) war ein deutscher Autor und Illustrator von Kinderbüchern sowie Trickfilmzeichner.

## Leben
Rolf Rettich lernte zuerst Vermessungstechniker und kam autodidaktisch zu seinem späteren Beruf als Illustrator und Kinderbuchautor.
Rettich illustrierte Bücher von James Krüss, Astrid Lindgren, Michael Ende, Wolfgang Ecke, Othmar Franz Lang und Christine Nöstlinger sowie der US-amerikanischen Autorin Judith Viorst. Er schrieb auch Kinderbücher wie „Großelternkind“ oder „Der kleine Bär“. Für letzteres erhielt er den Ehrenpreis im Internationalen Bilderbuchwettbewerb. Mehrere Bücher von Rolf Rettich wurden von der Stiftung Buchkunst als „Schönstes Buch des Jahres“ ausgewählt.
Zusammen mit seiner Frau Margret Rettich erfand er auch Bildergeschichten, die für das Fernsehen verfilmt wurden, u. a. für „Die Sendung mit der Maus“, Sie illustrierten auch gemeinsam Kinderbücher anderer Autoren wie z. B. Pippi Langstrumpf von Astrid Lindgren und das Spiel- und Lesebuch von Ilse Kleberger Keine Zeit für Langeweile.

## Auszeichnungen
Für ihr Gesamtwerk erhielten Margret und Rolf Rettich 1997 den Großen Preis der Deutschen Akademie für Kinder- und Jugendliteratur. Die Grundschule in Vordorf ist nach seiner Frau und ihm benannt.